# Ленски, Джейкоб
Джейкоб Ленски (англ. Jacob Lensky; родился 6 декабря 1988 года, Ванкувер, Канада) — канадский и чешский футболист, полузащитник. Выступал за молодёжные команды Канады и Чехии, а также нидерландские клубы «Фейеноорд» и «Утрехт».

## Биография
Джейкоб Ленски родился 6 декабря 1988 года в Ванкувере. Он обучался в колледже Ванкувера, который находится в окрестностях города, в районе Шонесси. Первые шаги в футболе он начал делать уже в Европе, выступал на юношеском уровне за различные команды — в Бельгии за «Андерлехт», в Чехии за «Спарту» и «Славию», в Англии за «Блэкберн Роверс», в Шотландии за «Селтик».
В сентябре 2006 года Джейкоб подписал предварительный контракт с нидерландским «Фейеноордом», который вступал в свою силу с 1 января 2007 года. В составе клуба Джейкоб дебютировал 11 февраля 2007 года в матче чемпионата Нидерландов против «Твенте», завершившимся поражением «Фейеноорда» со счётом 3:0. На поле 18-летний полузащитник появился в начале второго тайма, заменив на 46-й минуте Джонатана де Гузмана.
В конце декабря 2011 года руководство «Утрехта» решило расторгнуть действующий контракт с Ленски. Главной причиной стало пристрастие футболиста к алкоголю. В январе 2012 года Джейкоб вернулся в Канаду. В апреле он находился на просмотре в «Ванкувер Уайткэпс». Клуб разрешил футболисту выступать за резервный состав.